# Rostokino (anello centrale di Mosca)
Rostokino (in russo Ростокино?) è una stazione dell'anello centrale di Mosca inaugurata nel 2016. La fermata serve l'omonimo quartiere del distretto amministrativo nord-orientale della capitale russa.
Nel 2017, la stazione era mediamente frequentata da 23.000 passeggeri al giorno.

## Galleria d'immagini

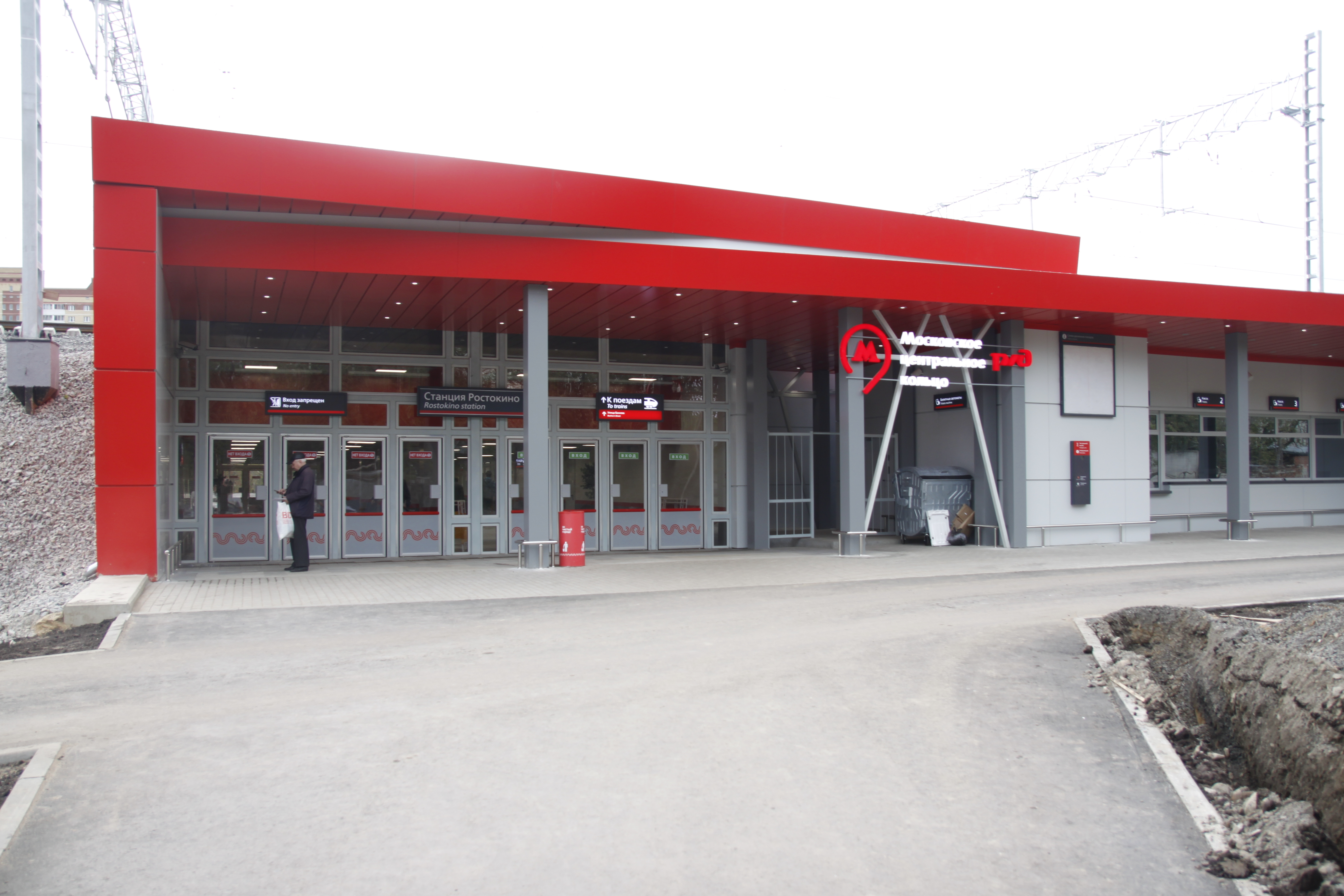
L'ingresso della stazione
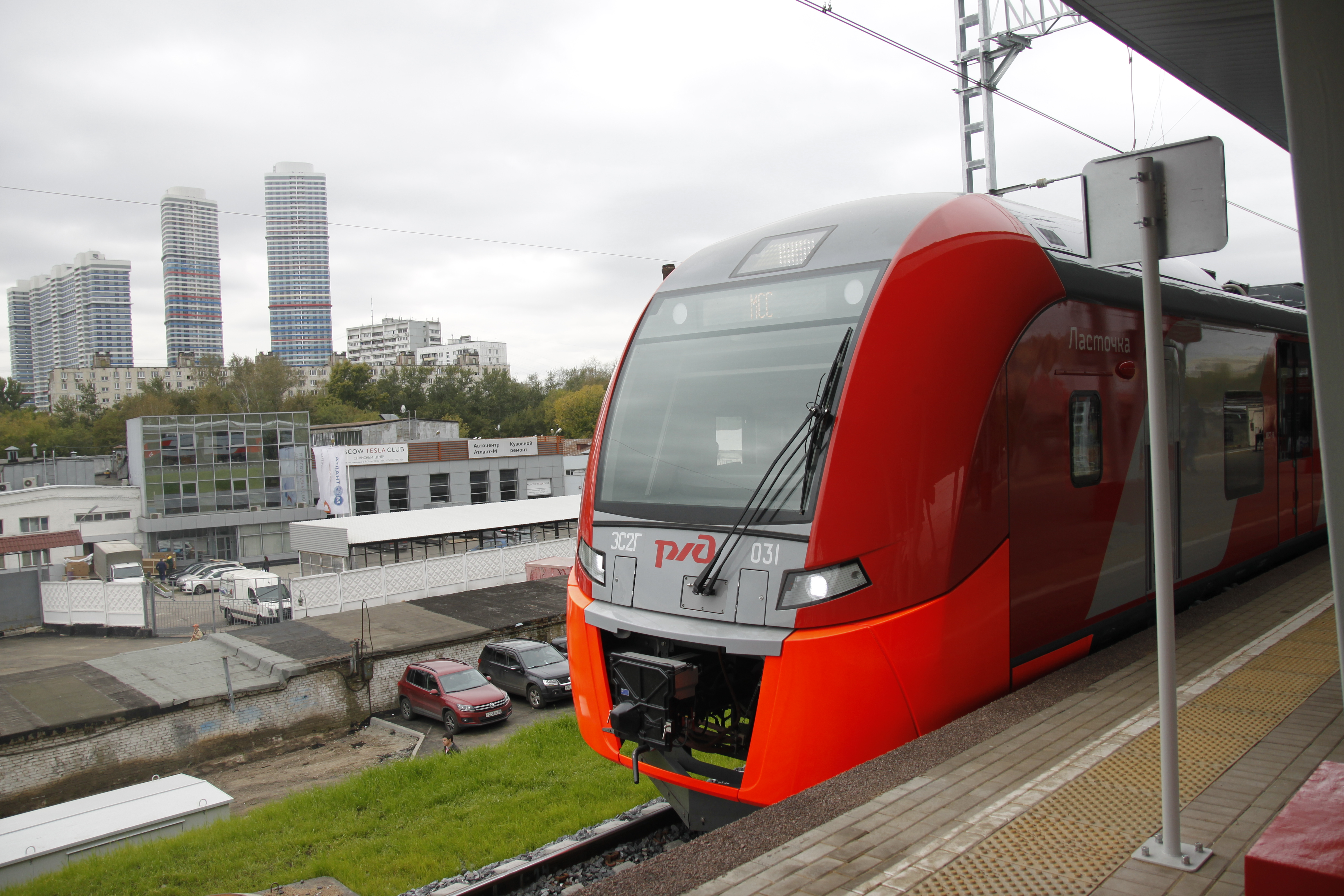
Un treno rondine in sosta nella stazione